# Pseudatemelia pallidella
Pseudatemelia pallidella is een vlinder uit de familie zaksikkelmotten (Lypusidae). De wetenschappelijke naam is voor het eerst geldig gepubliceerd in 1972 door Jackh.
De soort komt voor in Europa.